# Alois Piňos
Alois Simandl Piňos (ur. 2 października 1925 w Vyškovie, zm. 19 września 2008 w Brnie) – czeski kompozytor.

## Życiorys
Ukończył studia w zakresie nauk leśnych w Brnie (1953). Jednocześnie uczył się kompozycji u Viléma Petrželki w konserwatorium w Brnie (1948–1949) oraz u Jaroslava Kvapila w Akademii Sztuk Scenicznych im. Leoša Janáčka (1949–1953). W 1964 i 1965 roku uczestniczył w Międzynarodowych Letnich Kursach Nowej Muzyki w Darmstadcie, w 1966 roku brał także udział w seminarium muzyki elektronicznej w Monachium. W latach 1984–1994 był wykładowcą kursów darmsztadzkich. W 1967 roku współtworzył awangardową grupę kompozytorską, zajmującą się tworzeniem muzyki kolektywnej. Od 1953 roku był wykładowcą Akademii Sztuk Scenicznych im. Leoša Janáčka w Brnie, w 1990 roku otrzymał tytuł profesora. Prowadził kursy mistrzowskie w Wiedniu, Fryburgu Bryzgowijskim, Malmö i Rydze.

## Twórczość
W początkowym okresie nawiązywał do tradycji muzyki czeskiej. Od początku lat 60. XX wieku w twórczości kompozytorskiej Piňosa zaznaczyły się tendencje awangardowe. Na bazie techniki dwunastotonowej stworzył indywidualne rozwiązania dźwiękowe, operując w miejsce serii grupami kilkudźwiękowymi, układającymi się w pełny materiał dodekafoniczny. Swoje koncepcje teoretyczne zawarł w pracy Tónové skupiny (Praga 1971). Tworzył kompozycje audiowizualne, eksperymentował także z kompozycją kolektywną, pisząc utwory wspólnie m.in. z Milošem Štědroniem i Ivo Medkiem.

## Wybrane kompozycje
(na podstawie materiałów źródłowych)

### Utwory orkiestrowe
- Tańce czeskie (1951)
- Koncert na róg i orkiestrę (1954)
- Concertino (1963)
- Zkratky (1963)
- Koncert na orkiestrę i taśmę (1964)
- Koncert podwójny na wiolonczelę, fortepian, instrumenty dęte i perkusję (1966)
- Koncert kameralny na smyczki (1967)
- Koncert na jméno BACH na klarnet basowy, fortepian, wiolonczelę, instrumenty smyczkowe i perkusję (1968)
- Symfonia Apollo XI (1970)
- Dyptyk symfoniczny (1975)
- Balletti na orkiestrę kameralną i syntezator (1981)
- Serenáda pro BBB na orkiestrę dętą (1983)
- Koncert organowy (1985)
- Uwertura liryczna (1994)
- Concertino. Hommage à Leoš Janáček na instrumenty dęte blaszane i orkiestrę (1995)

### Utwory kameralne
- Trio fortepianowe (1960)
- Sonata na altówkę i wiolonczelę (1960)
- Karykatury na flet, klarnet basowy lub fagot i fortepian (1962)
- Monologi na klarnet basowy (1962)
- Konflikty na skrzypce, klarnet basowy, fortepian i perkusję (1964)
- Paradoksy I na fortepian solo (1965)
- Paradoksy II na fortepian solo z taśmą (1966)
- Sonata concertante na wiolonczelę i fortepian (1974)
- Canti intimi na kwartet smyczkowy (1976)
- Kwintet na saksofon, 2 trąbki i 2 puzony (1980)
- Kasematy na fortepian solo (1982)
- Nonet (1983)
- Euphoria I–V na 2–6 wykonawców (1983–1998)
- Sursum corda na organy (1988)
- Laudatio na organy (1992)
- Serenada na flet solo (1992)
- III Kwartet smyczkowy (1993)
- Přibliženi na skrzypce elektryczne i perkusję (1994)
- Musica affabilis (1994)
- Mortonografie na 8 instrumentów (1996)
- Sonnenschein für Mondscheinensemble na flet, klarnet, trio smyczkowe i fortepian (1997)
- Podziękowania na każdy dzień na 4 saksofony i kwartet smyczkowy lub dęty (1998)

### Utwory wokalno-instrumentalne
- Ludus floralis na bas-baryton, chór żeński i taśmę (1966)
- Gesta Machabeorum na chór i taśmę (1967)
- Ars amatoria na bas-baryton, chór i orkiestrę (1967)
- Pastorela na chór, instrumenty dęte blaszane i perkusję (1984)
- Obžalovaný na baryton, klarnet, trio fortepianowe, perkusję i taśmę (1993)

### Utwory na taśmę
- Statická hudba (1969)
- Hudba pro dva (1972)
- Nieskończona melodia (1973)
- Spelofonie (1976)
- Kontrapunkty przyrody (1978)
- Panta rhei (1985)
- Lux in tenebris (1990)

### Kompozycje audiowizualne
- Geneza na zespół instrumentów i projekcję filmową (1970)
- Modré nebe na głos, fortepian i diapozytywy (1977)